# 東門保福德祠
24°48′16″N 120°58′05″E / 24.804392°N 120.9681317°E
東門保福德祠，又稱東門堡福德祠、東瀛福地、開臺福地，是一所位於臺灣新竹市的土地公廟，位於東前街25號。
康熙五十年（1711年）間，原籍金門的大墾戶王世傑，帶領金門鄉親一百多人到竹塹拓墾，興修水利，並從金門奉請了福德正神（土地公）與夫人神像來竹塹，在現今新竹市平和街和東門街交叉口建小廟供奉，以保佑農業收成。日治時代，因道路拓寬，廟地被公家徵收，附近的商家「永金號」店主蘇萬崇於是募集了地方仕紳，由檀越七十九人成立了神明會「福德祠會」，聯合供奉福德正神與夫人神像。明治四十二年（1909年），才在今址重建新廟。
因為廟門上懸一題為「東瀛福地」匾額，所以一般通稱「東瀛福地」，又因為廟中有「開臺福神」的匾額，又被稱為「開臺福地」。其實新竹地區許多土地公廟有「福地」的匾額，故新竹人往往俗稱土地公廟為福地。

### 傳說
傳說東門保福德祠內供奉的福德正神乃是依照王世傑樣貌所雕塑(有說法指稱祭祀對象即為王世傑)，而據聞王世傑生前並不高，所以在金尊底下鋪墊金紙使其能與一旁福德夫人同高。